# José Polo de Bernabé y Mordella
José Polo de Bernabé y Mordella (* 1820; † 1900) war ein spanischer Vizeadmiral und Botschafter in den USA.

## Leben
José Polo de Bernabé y Mordella war mit Carolina Pilón y Sterling († 29. Juni 1909) verheiratet. Ihre Kinder waren José, Carolina und Luis Polo de Bernabé Pilón. Sein Vetter war José Polo de Bernabé y Borrás.
1873 wurde in Spanien die erste Republik ausgerufen, als José Polo de Bernabé y Mordella spanischer Botschafter bei Ulysses S. Grant in den USA war.

## Spanische Botschaft in Washington
In seiner Amtszeit waren in Washington akkreditiert:
- Admiral Don José Polo de Bernabé, Envoy Extraordinary and Minister Plenipotentiary („Außerordentlicher Gesandter und Bevollmächtigter Minister“);
- Luis de Potestad, Legationssekretär;
- Pedro Ortiz de Zugasti, Zweiter Legationssekretär;
- Nicolás M. Rivero y Custodio, Dritter Legationssekretär;
- Pedro d’Vargas, Attaché;
- Luis Polo de Bernabé, Attaché;
- Colonel Teodoro Bermúdez, Militärattaché;

Der Botschafter der USA in Madrid war Daniel E. Sickles.

## Virginius-Krise
Am 1. März 1870 im Zusammenhang mit dem Zehnjährigen Krieg hatte der US-Bürger John F. Patterson im Auftrag von Manuel de Quesada y Loynaz, einem Schwager von Carlos Manuel de Céspedes, mit Finanzierung durch eine US-Schiffahrtslinie, aus dem Washington Navy Yard, die USS Virginia gekauft, welche im Sezessionskrieg als Blockadebrecher eingesetzt worden war. Sie wurde in Virginius umgetauft und versorgte Rebellengruppen auf Kuba. Im Juni 1873 legte dieser Seitenraddampfer Virginius im Hafen von Colón im damaligen Kolumbien (heute in Panama) an, um seine Maschine überholen zu lassen. Das spanische Kanonenboot Bazán versuchte, die Virginius abzufangen. Die Virginius konnte aber unter dem Geleit der USS Kansas entweichen.
Die im Oktober 1873 auf Haiti mit 300 Remington-Gewehren, 300.000 Patronen, 800 Dolchen, 800 Macheten, Schuhen und Schwarzpulver für die kubanischen Aufständischen beladene Virginius wurde von der spanischen Fregatte Tornado vor Bahía de Guantánamo aufgebracht und abgeschleppt.
Durch US-Beflaggung wurde zeitweise der Anschein erweckt, die Virginius sei Eigentum einer US-Gesellschaft und für einen Krieg der USA aufseiten der kubanischen Aufständischen gegen Spanien Propaganda gemacht.
Die spanischen Behörden stellten die Gefangen der Virginius vor ein Standgericht und ließen einige von ihnen hinrichten. Unter den Gefangenen der Virginius befanden sich Staatsbürger Großbritanniens und der USA. Die HMS Niobe drohte mit der Beschießung von Santiago de Cuba, falls die Hinrichtungen der Gefangenen von der Virginius fortgesetzt würden.
Mit der Unterstützung des britischen Botschafters traf der US-Außenminister Hamilton Fish mit José Polo de Bernabé y Mordella die Übereinkunft, dass die spanischen Behörden die auf der Virginius aufgezogene US-Flagge respektieren, die Hinrichtungen der Mannschaft auf Kuba ausgesetzt werden und die Mannschaft sich entsprechend ihrer Nationalität vor den jeweiligen Gerichten zu verantworten habe.
1888 wurde Vizeadmiral D. José Polo de Bernabé y Mordella zum stellvertretenden Leiter der Marineakademie ernannt.
1890 wurde er zum Staatsrat ernannt.